# Bikkia neriifolia
Bikkia neriifolia är en måreväxtart som först beskrevs av Adolphe-Théodore Brongniart, och fick sitt nu gällande namn av Rudolf Schlechter. Bikkia neriifolia ingår i släktet Bikkia och familjen måreväxter. Inga underarter finns listade i Catalogue of Life.